# Spatalia pallidior
Spatalia pallidior är en fjärilsart som beskrevs av Hormuzaki 1897. Spatalia pallidior ingår i släktet Spatalia och familjen tandspinnare. Inga underarter finns listade i Catalogue of Life.